# Pegantha martagon
Pegantha martagon är en nässeldjursart som beskrevs av Ernst Haeckel 1879. Pegantha martagon ingår i släktet Pegantha och familjen Solmarisidae. Inga underarter finns listade i Catalogue of Life.